# Distretto di Seodaemun
Seodaemun (Hangŭl: 서대문구; Hanja: 西大門區) è un distretto di Seul. Ha una superficie di 17,61 km² e una popolazione di 313.814 abitanti al 2010.